# Mật khu Mây Tào
Mật khu Mây Tào nằm ở dãy núi Mây Tào của Việt Nam Cộng hòa, một khu vực có rừng rậm nằm ở ngã tư các tỉnh Long Khánh, Phước Tuy và Bình Tuy, từng là nơi trú ẩn của mấy sư đoàn Quân Giải phóng miền Nam Việt Nam (QGPMNVN). Khu vực này còn là nơi đặt tổng hành dinh của Sư đoàn 5 và Trung đoàn 275 QGPMNVN. 
Đây là địa điểm diễn ra nhiều chiến dịch quân sự của Mỹ, Úc và New Zealand trong Chiến tranh Việt Nam.